# クリエイティブ・クラス
クリエイティブ・クラスとは経済学者・社会科学者であるリチャード・フロリダ (トロント大学 Rotman School of ManagementのMartin Prosperity Institute 所長) によってアメリカの脱工業化した都市における経済成長の鍵となる推進力と認識された社会経済学上の階級である。 

## 概説
フロリダはクリエイティブ・クラスが4000万人の労働者 (アメリカの労働力の3割) によって構成されているとし、アメリカの職業分類体系 (w:Standard Occupational Classification System) に基づき2つの大きなグループに分けた。
- Super-Creative Core: このグループはアメリカの職全体の約12%からなる。多くの職業を含み (例: 科学・工学・教育・コンピュータ・プログラミング・研究)、また芸術・デザイン・メディア労働者による部分集合が形成される。これらの職業は「完全に創造的過程によるものである」[1]ため、このグループに属するとフロリダは考える。Super-Creative Coreは商品や消費財を創造し、革新的とみなされる。このグループに属する者の仕事上の主要な役目は創造的かつ革新的であることである。問題解決のさなかに問題を発見することのある仕事でもある[2]。
- Creative Professionals: この職業は古典的な知識労働であり、健康管理業や商業・金融業、法律部門、教育が含まれる。特定の問題を解決するため、高度な教育を使い複雑な知識体系に頼る。 [3]

これら2つの主要グループに加え、通例さらに極小なボヘミアンの集合もクリエイティブ・クラスに含まれる。
フロリダはクリエイティブ・クラスが経済成長の主力となり、2002年からの10年はクリエイティブ・クラスに属する1000万以上の職によって経済が発展すると結論付けた。

### ウェブ上の参考文献
- Cleveland, Harlan. “After Affluence, What?”. October 1977. Aspen Instit Humanistic Studies November 3, 2005.
- Saenz, Tara Keniry. “Portraits of U.S. High-Technology Metros: Income Stratification of Occupational Groups from 1980-2000”. March 2005. U Texas, Austin November 31, 2005.